# Wąwóz Lusios

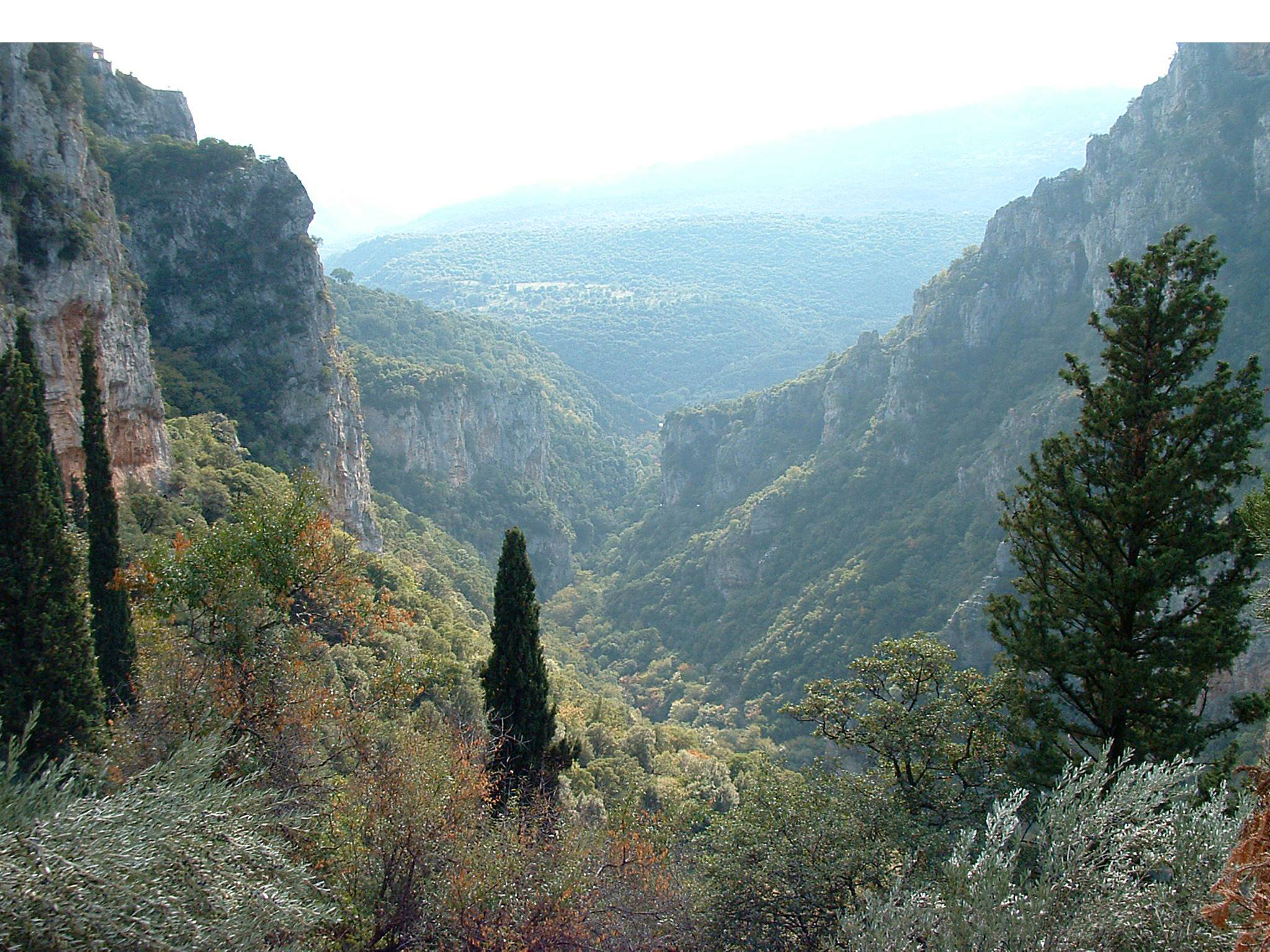
Wąwóz Lusios

Wąwóz Lusios (gr. φαράγγι του Λούσιου – faragi tu Lusiu) – wąwóz rzeki Lusios (Λούσιος pοταμός – Lusios potamos), dopływu rzeki Alfios, w zachodniej Arkadii, na Peloponezie. Źródła strumienia znajdują się w okolicach Likochori, zaś jego ujście do Alfios 2,5 kilometra poniżej Kariteny. Wąwóz o długości około 15 km i szerokości 2 km rozciąga się południkowo od miejscowości Karitena na południu do Dimitsany na północy. W najwęższym miejscu ma ponad 300 m głębokości. Wąwóz zawdzięcza swoją sławę widokom rozciągającym się z prowadzącej wzdłuż Lusios drogi. Większość obszaru wąwozu pokrywają lasy.
Ze względu na odległe położenie, w górach środkowego Peloponezu, okolice wąwozu żyły w odizolowaniu od reszty Grecji. W średniowieczu powstały tu klasztory-pustelnie, zawieszone na skalnych przepaściach. W czasie powstania greckiego wąwóz Lusios był twierdzą partyzantów walczących o niepodległość.
W wąwozie wytyczono szlaki turystyczne łączące, charakteryzujące się tradycyjną zabudową, wioski. Na zboczach zachowały się liczne zabytki. Do najważniejszych spośród nich zależą:
- Gortys – ruiny starożytnego ośrodka leczniczego na zachodnim zboczu kanionu. Na terenie stanowiska archeologicznego zachowały się fundamenty świątyni Asklepiosa, boga sztuki lekarskiej, z IV w. p.n.e. oraz łaźnie z tego samego okresu. Spośród ruin wyróżnia się kolisty portyk z miejscami siedzącymi o zaokrąglonych oparciach, należący niegdyś do kompleksu leczniczego. W pobliżu starożytnego Gortys znajduje się średniowieczny Most Kokkoras oraz XI-wieczna bizantyjska kaplica Agios Andreas.

- Klasztor Ajiu Ioannu Prodromu – XII-wieczny klasztor na wschodnim brzegu strumienia, przylegający do skalnego zbocza. Jest klasztorem męskim, który może zamieszkiwać jednocześnie nie więcej niż 15 mnichów. We wnętrzu znajduje się mały, pokryty freskami katholikón. Zakonnicy uprawiają w pobliżu zabudowań klasztornych warzywa, a także posiadają hodowlę zwierząt, m.in. drobiu i mułów.

- Klasztor Palea Filosofu – najstarszy klasztor w wąwozie, obecnie opuszczony, znajdujący się na zachodnim zboczu wąwozu. Bizantyjski monastyr został wybudowany w 960 roku. Podobnie jak położony po drugiej stronie kanionu Ajiu Ioannu Prodromu dokładnie przylega do stromego skalnego zbocza.

- Klasztor Nea Filosofu – XVII-wieczny klasztor na zachodnim zboczu wąwozu. Freski w katholikónie pochodzą z 1663 roku. Klasztor został wybudowany po opuszczeniu przez mnichów Palea Moni Filosofu.

- Klasztor Emialon – klasztor wybudowany w 1605 roku. Wejście do kompleksu prowadzi przez wykuty w skale tunel. Katholikón, nakryty kolebkowym sklepieniem, zdobią freski z 1608 roku.

W pobliżu wąwozu znajdują się również zabytkowe miejscowości Karitena, Stemnitsa i Dimitsana.
Rzeka Lusios dobrze znana jest greckim amatorom raftingu

## Galeria zdjęć

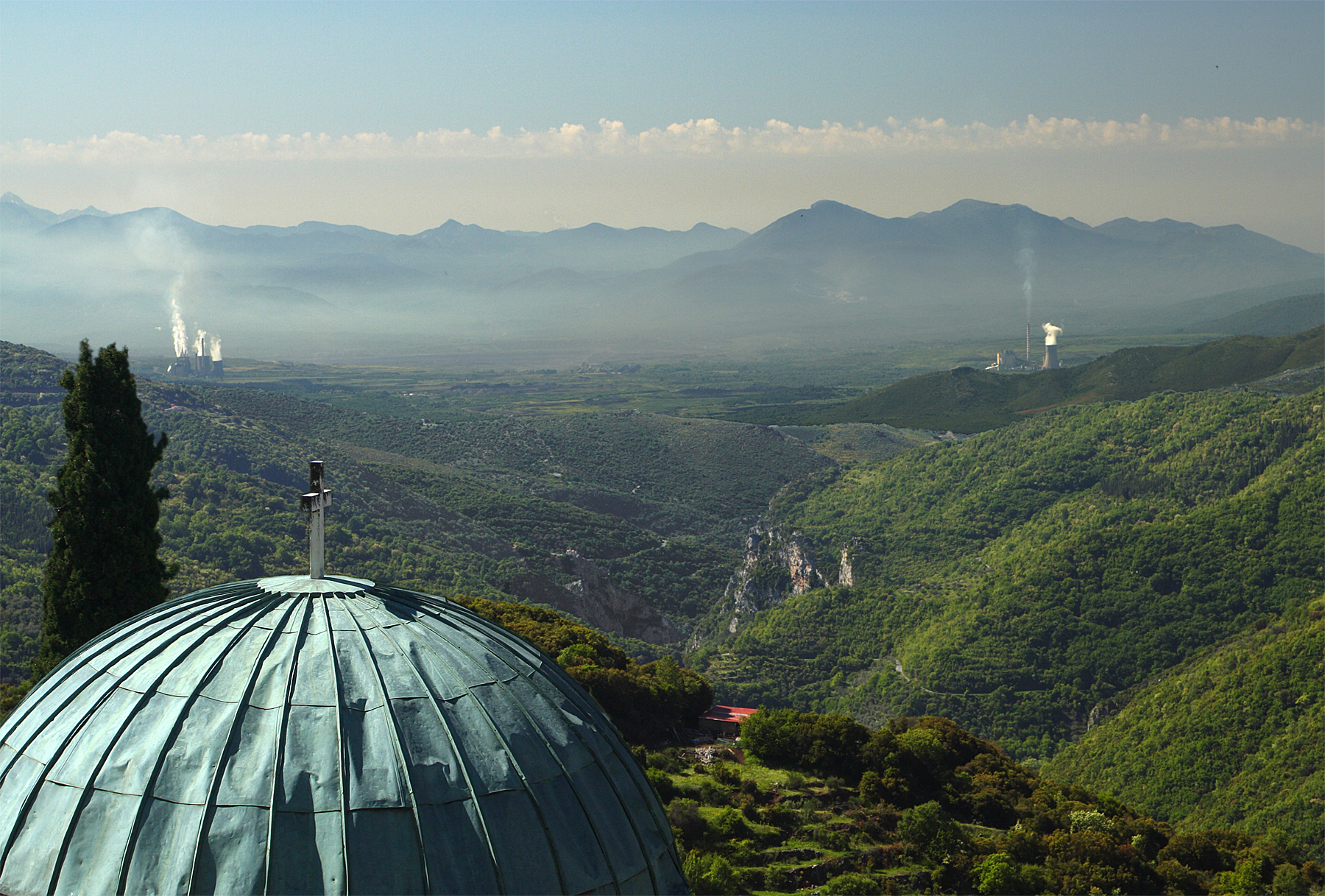
Widok na Megalopoli i dolinę Alfios z Dimitsany
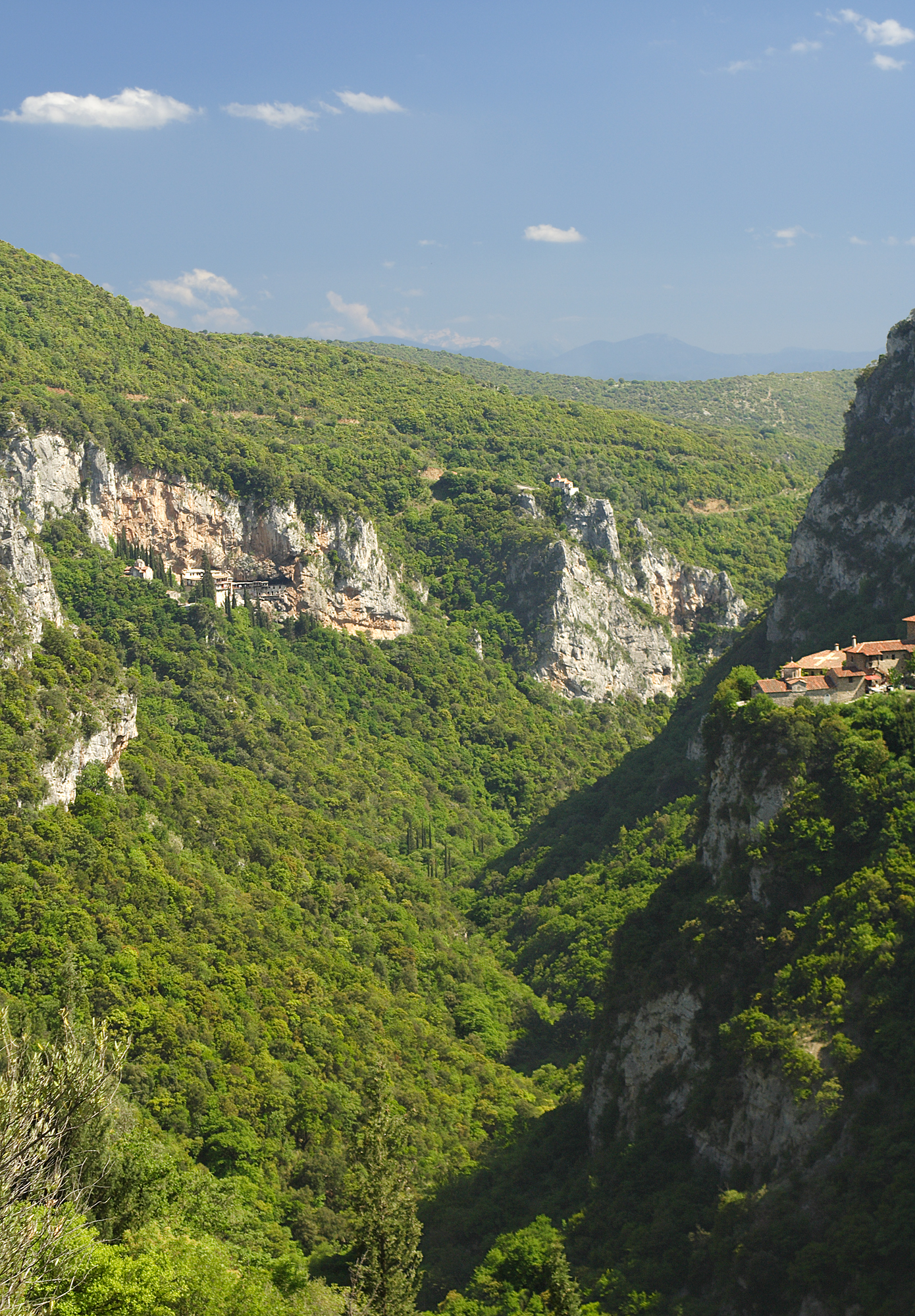
Klasztor Prodromu po lewej, Nea Filosofu po prawej
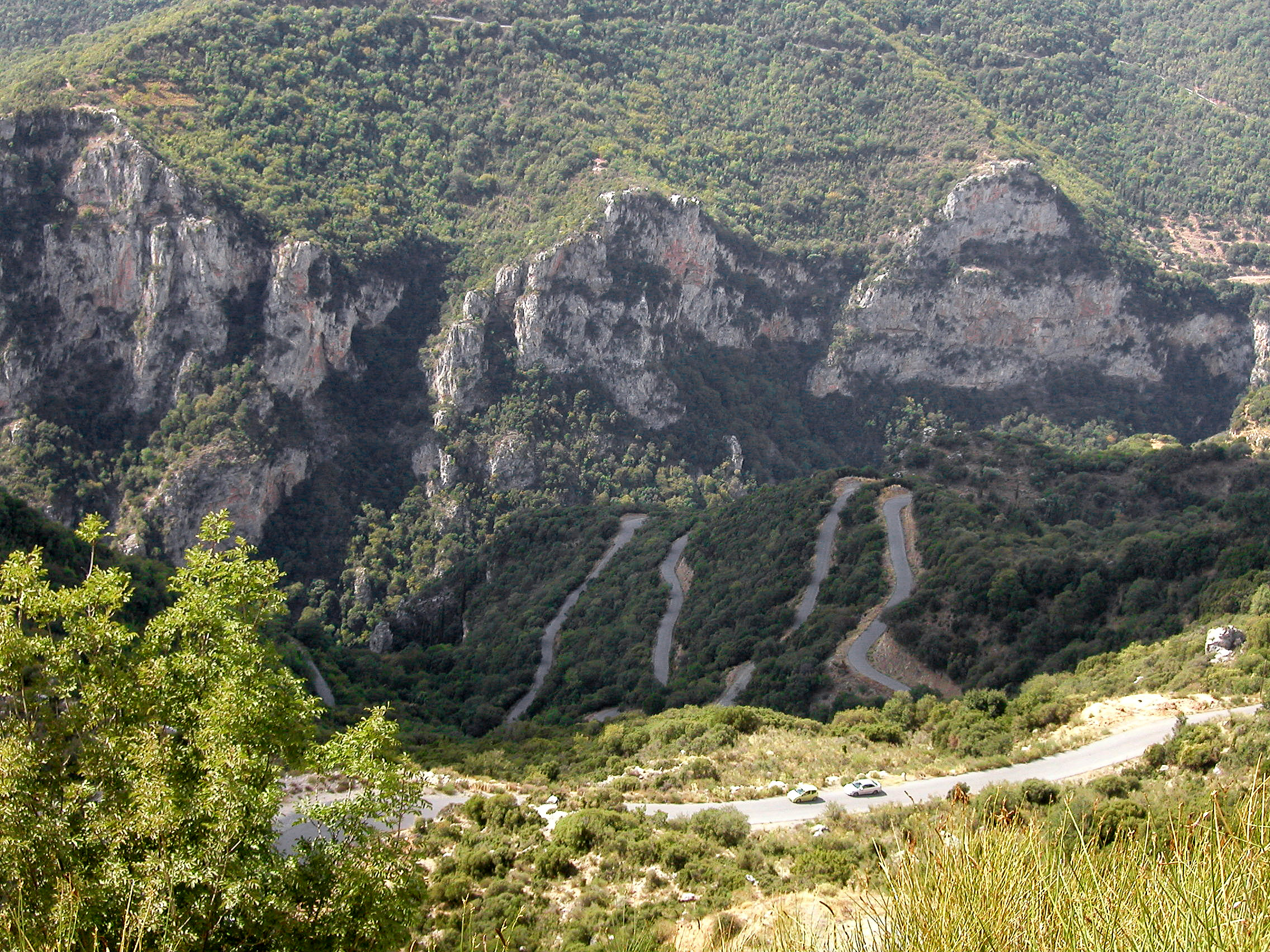
widok z klasztoru Palea Filosofu
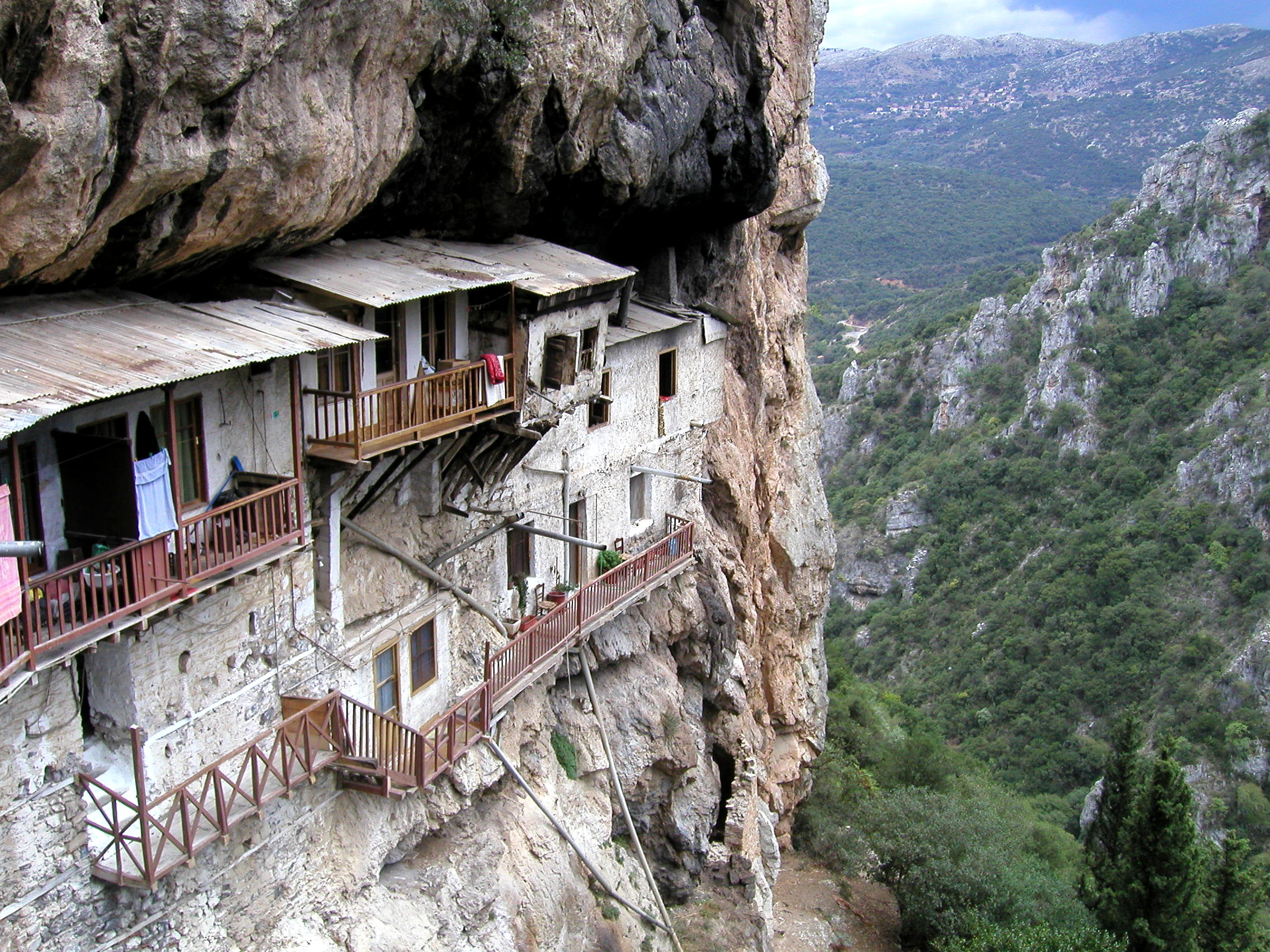
Klasztor Ajiu Ioannu Prodromu
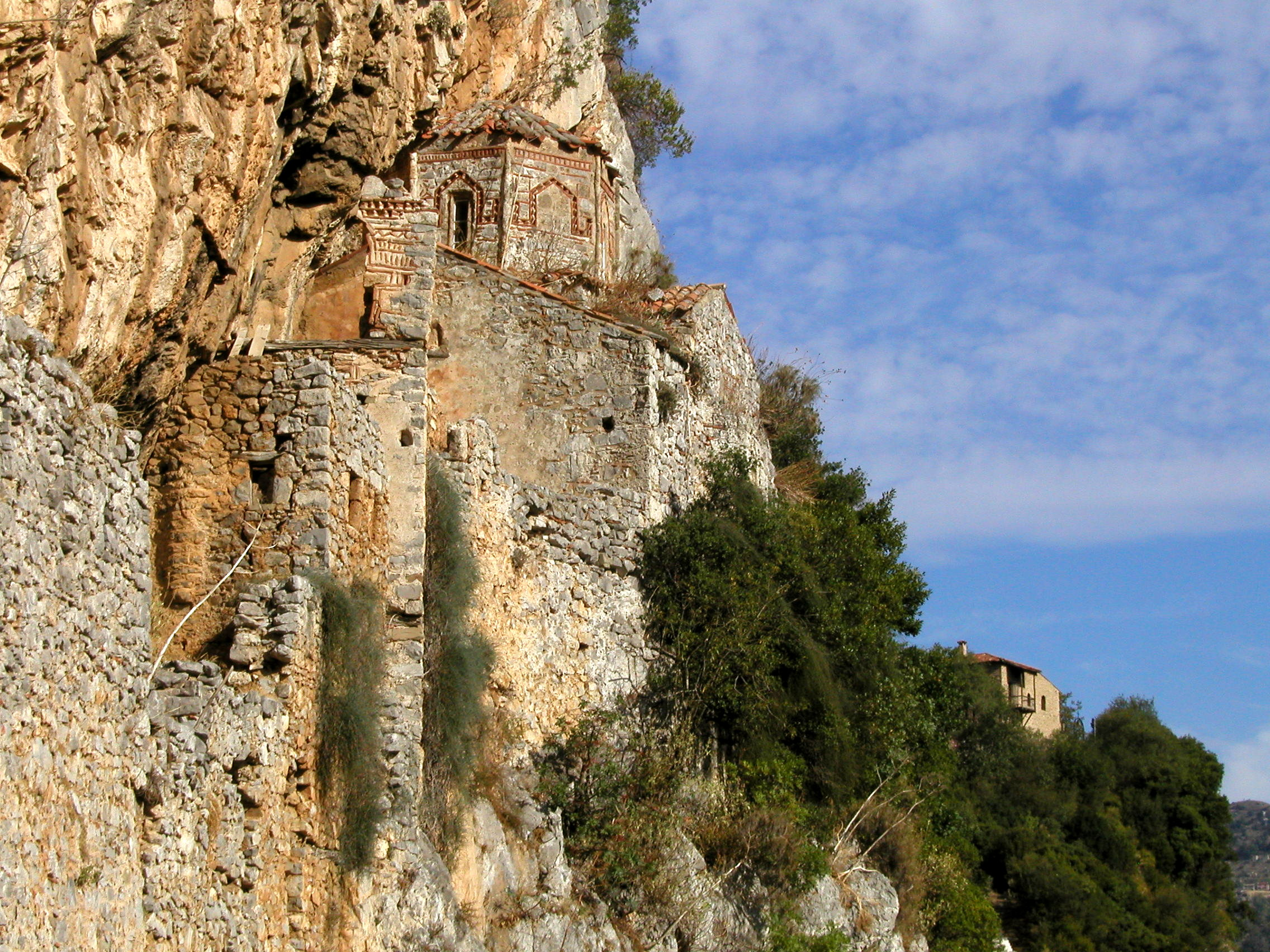
Klasztor Palea Filosofu